# Трекронер
Трекронер (дат. Trekroner) — морской форт, защищавший  доступ в гавань Копенгагена с северо-востока и северный вход на проход (фарватер) Конгедюб (Королевский) в проливе Эресунн в районе Копенгагенского рейда. Расположен вблизи выхода из гавани, у самого города Копенгагена. К Копенгагену и острову Амагер тянутся от форта Трекронер каменные волноломы, защищающие вход в гавань. 
История форта восходит к XVIII веку. В 1700 году Копенгаген подвергся бомбардировке со стороны моря. Первоначально морской форт возведён в 1713 году. Были затоплены нескольких списанных военных кораблей, один из которых назывался «Трекронер» («Три короны»), и на них установлена батарея. Укрепление быстро разрушилось и было заброшено в 1732 году. Нынешнее местоположение получил в 1787 году, когда на сваях началось возведение нынешнего форта в нескольких сотнях метров южнее. Сыграл ведущую роль в сражении при Копенгагене 1801 года, но к 1801 году ещё не совсем был готов. Тогда батарея форта состояла из 66 пушек (одна 96-фунтовая каронада, 35 38-фунтовых пушек и 30 24-фунтовых (корабельных) пушек), защищенных бревенчатым бруствером в 10 футов толщиной (толще, чем корабельный корпус). Бруствер ещё не имел каменной одежды. Гарнизон состоял из 930 человек, при 9 пехотных, 3 артиллерийских и 1 морском офицерах. Внешний рейд обстреливался только орудиями левого, северного фаса, Королевский фарватер обстреливался фронтальным и правым фасом. Принимал участие в обороне при бомбардировке со стороны моря 1807 года. К этому времени были возведены земляные валы.
В XIX веке форт был укреплён. Из нового на тот момент материала — бетона построено здание каземата, батареи и минная станция.
Здесь находится маяк.
В 1932 году форт был оставлен военными. В течение короткого периода, с 1934 по 1939 год, Трекронер служил популярным местом экскурсий и развлечений копенгагенцев. С началом Второй мировой войны это прекратилось, и форт снова стал военным объектом, когда в 1940 году форт заняли войска нацистской Германии.
После Второй мировой войны Трекронер почти 40 лет не использовался, в результате чего сильно обветшал. В 1984 году государство купило морской форт у администрации порта Копенгагена за символическую сумму: 3 датских кроны. После этого форт был отреставрирован.
В настоящее время открыт для публики. Проводятся лодочные экскурсии компанией WaterTours от пристани Лангелиние в порту Копенгагена. Форт охраняется агентством Slots- og Kulturstyrelsen.